# 登別市ネイチャーセンターふぉれすと鉱山
登別市ネイチャーセンターふぉれすと鉱山（のぼりべつしネイチャーセンターふぉれすとこうざん）とは、北海道登別市にある、NPO法人モモンガくらぶが運営する自然体験学習施設である。 ふるさと創生事業での「ふるさと創生基金」を利用して、旧鉱山小・中学校を増・改築する形で建設された。

## 概略
- 所在地：北海道登別市鉱山町8番地3
- 運営：NPO法人 登別自然活動支援組織モモンガくらぶ

指定管理者制度によって運営されている同施設は、市民らの手によって「協働」して作り上げていくことを目標としており、地球環境を考える場とされている。
市民がニーズを提供し、それに応える形で行政である市と、その橋渡し役として専門性とノウハウを持ったNPOが協力して作り上げている。また、それぞれとの連携をスムーズにするため、専門家やスタッフが間に入り、調整が行われている。
「こうざんちょう・森のようちえん」など、自然に関連する活動を積極的かつ頻繁に行い、シカの頭蓋骨の標本を作成するなど、来場者が気軽に自然と触れ合えるような工夫がなされている。また、各プログラムはワークショップ形式となっており、来場者が気軽に参加できるようになっている。
施設周囲には来馬岳への登山口や三段の滝などもある。
また、当施設には宿泊施設や図書館なども併設されているため、研修会場としても利用できる。

## 沿革
1988年に竹下登内閣によるふるさと創生事業が行われ、翌1989年より、創生基金を何に使用するか、市民による話し合いがもたれた。その結果、1994年に「鉱山の自然の村作り構想」が提言された。これを受けて市は1996年に登別市総合計画を策定し、鉱山町の廃校となった校舎を利用してネイチャーセンターを建設することが盛り込まれた。
ネイチャーセンターの着工後、自然体験に関する活動について専門的な知識を持つことから、運営や管理は札幌市に本部を持つNPO法人ねおすに委託された。
2007年4月より、指定管理者制度のもと、NPO法人モモンガくらぶが実働機関として活動、管理・運営も一括して行っている。

### 年表
- 1996年 - 登別市総合計画を策定。
- 2002年4月25日 - 施設開設。
- 2007年 - NPO法人ねおすに代わり、NPO法人モモンガくらぶが運営。